# Parvoscincus agtorum
Espèce
Parvoscincus agtorum est une espèce de sauriens de la famille des Scincidae.

## Répartition
Cette espèce est endémique de Luçon aux Philippines. Elle se rencontre à San Luis dans la province d'Aurora vers 540 m d'altitude.

## Description
La femelle holotype mesure 44,9 mm.

## Étymologie
Cette espèce est nommée en référence aux Agta.

## Publication originale
Linkem & Brown, 2013 : Systematic revision of the Parvoscincus decipiens (Boulenger, 1894) complex of Philippine forest skinks (Squamata: Scincidae: Lygosominae) with descriptions of seven new species. Zootaxa, no 3700 (4), p. 501–533.